# کادریورگ
کادریورگ (به لاتین: Kadriorg) یکی از زیربخش‌های شهر تالین است که در منطقه کسکلین واقع شده‌است.
این محله به دلیل وجود ساختمان‌ها و اماکن مهمی همچون کاخ کادریورگ، کاخ ریاست جمهوری، مرکز جشنواره موسیقی استونی و ورزشگاه کادریورگ از مناطق مهم و توریستی تالین محسوب میشود.

## خصوصیات
کادریورگ ۴٬۵۶۱ نفر جمعیت دارد.

## نگارخانه

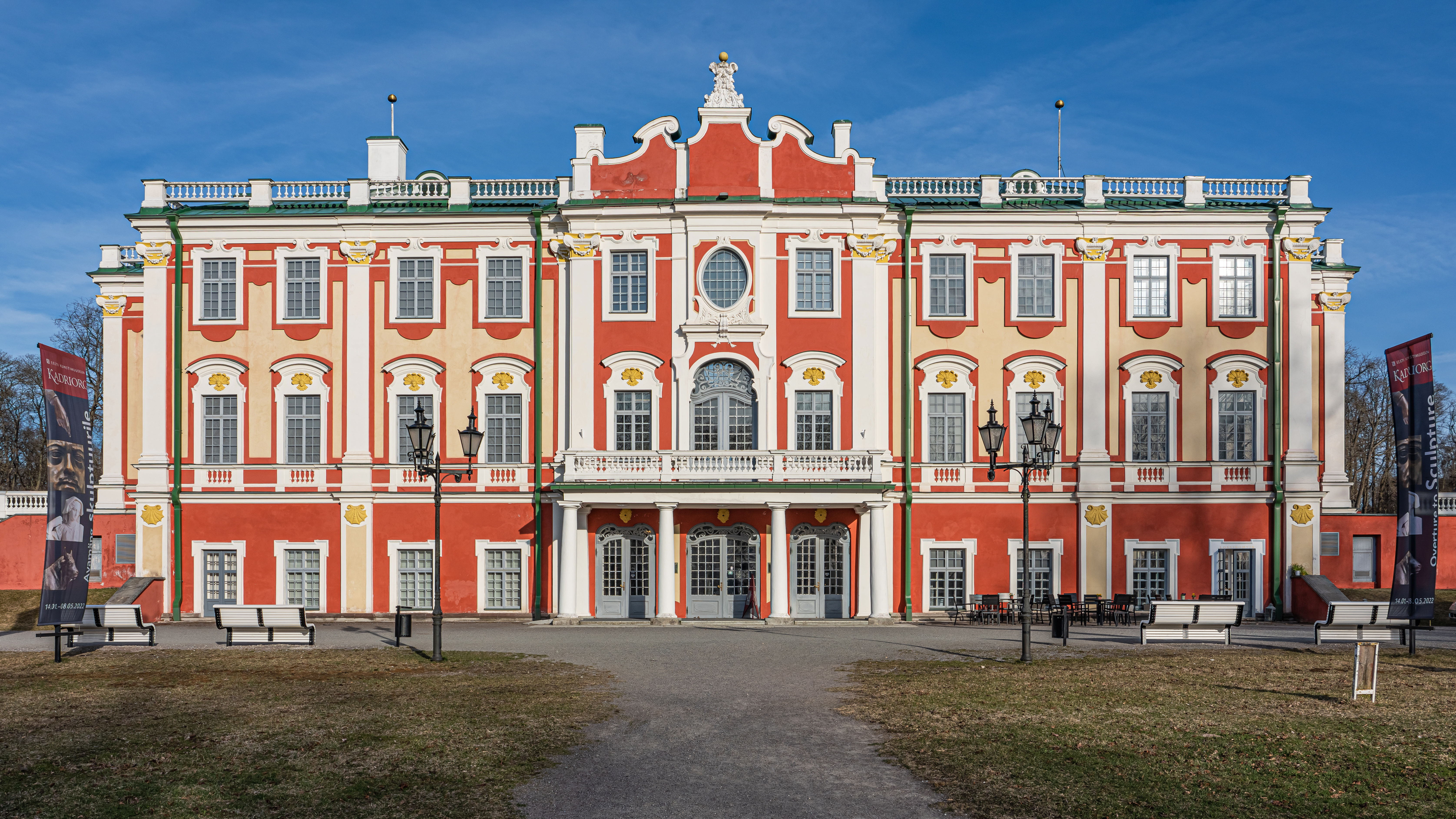
کاخ کادریورگ
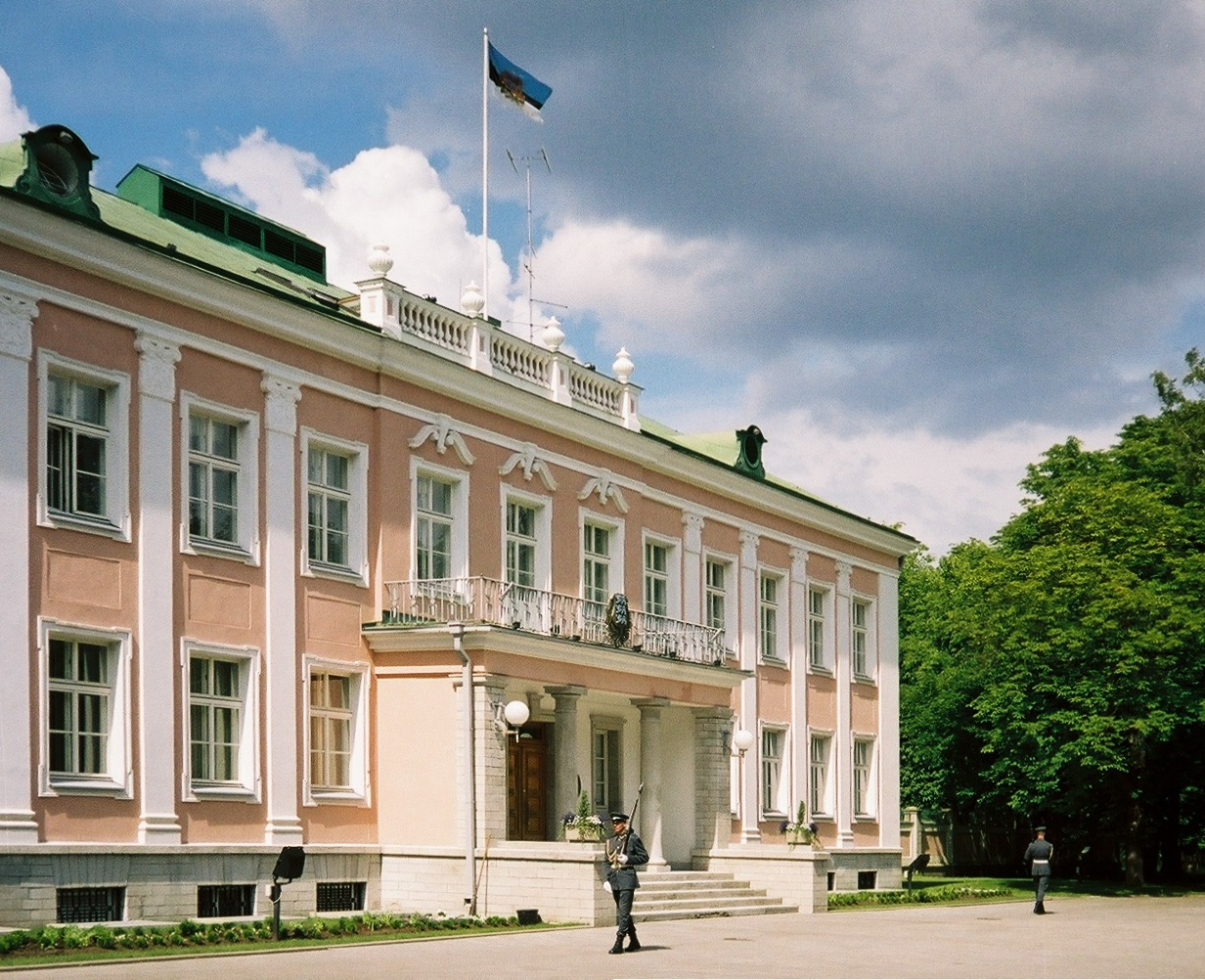
Presidential Palace

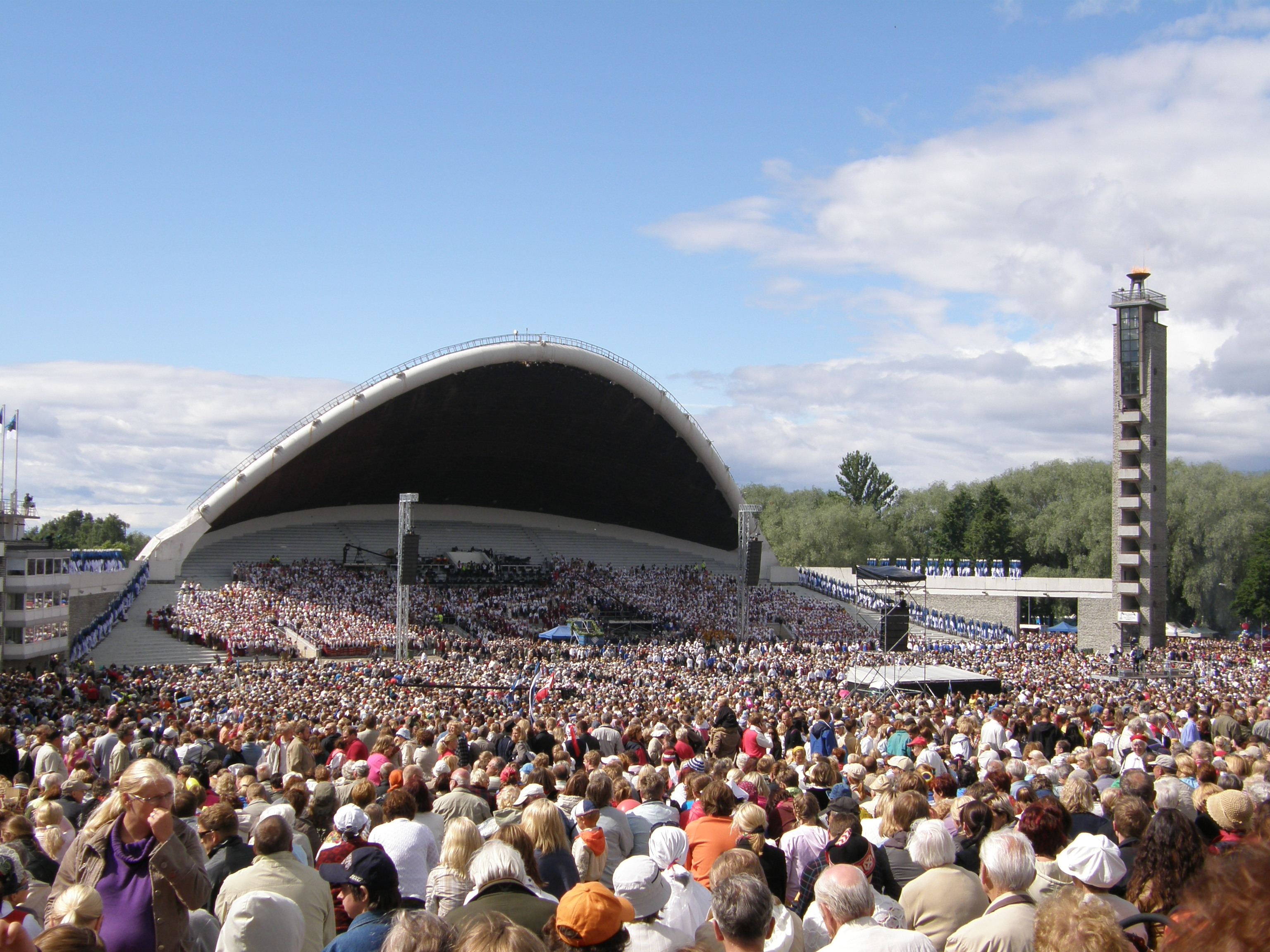
The جشنواره موسیقی استونی ([Laulupidu] Error: {{Lang}}: متن دارای نشانه‌گذاری ایتالیک است (راهنما)) on the Tallinn Song Festival Grounds.
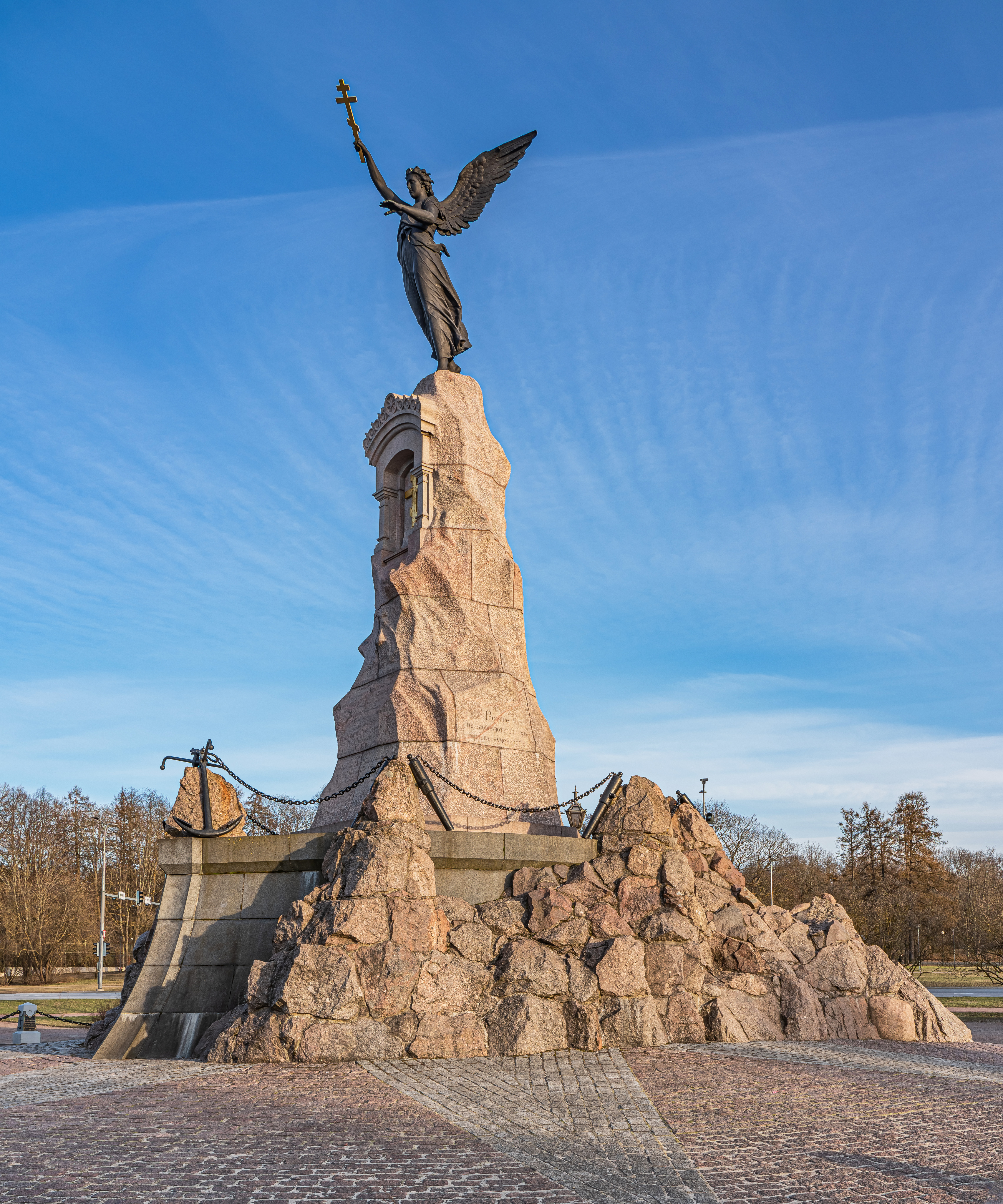
Russian monitor Rusalka memorial
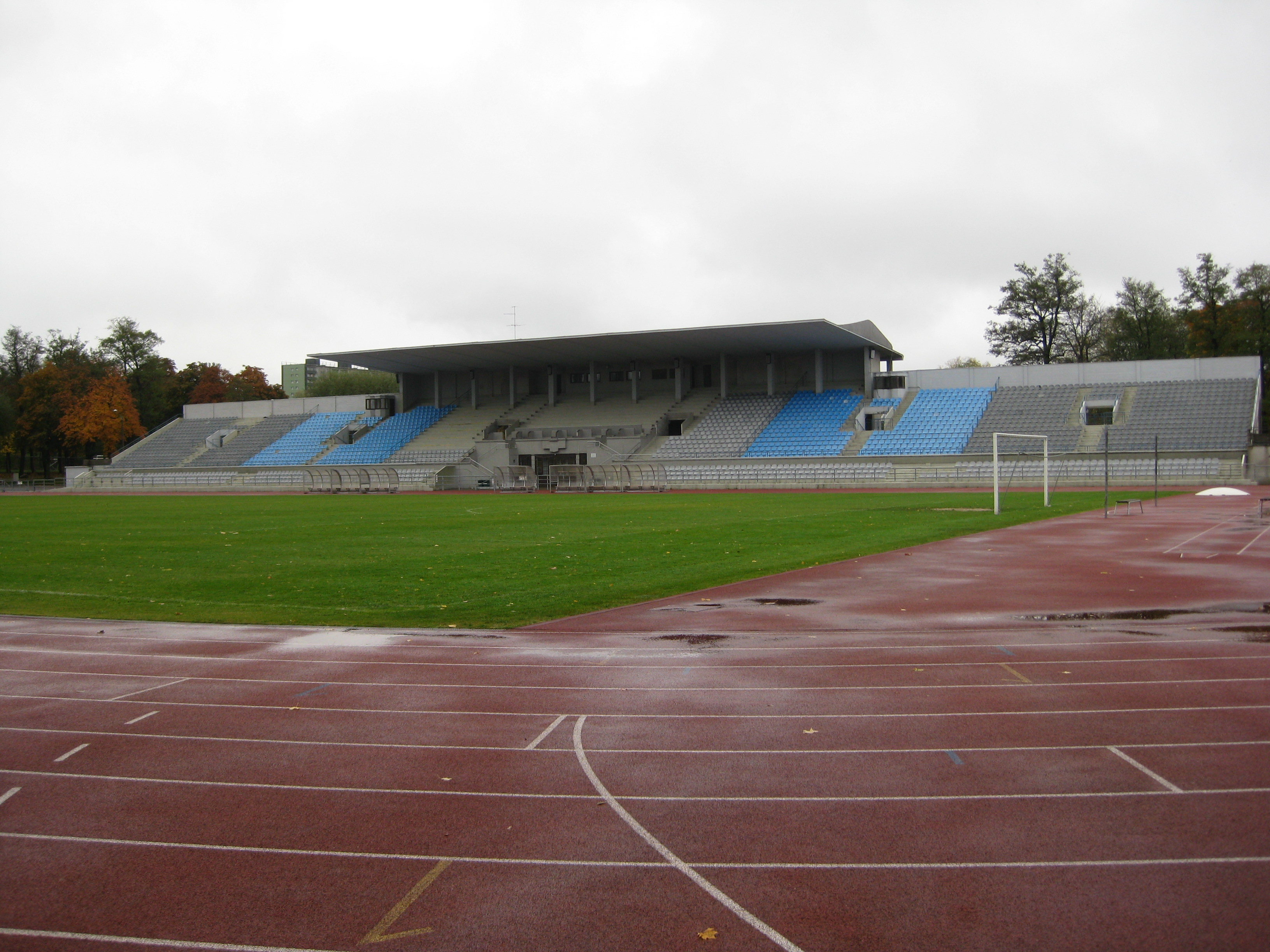
ورزشگاه کادریورگ